# Kapelle hl. Theresia in Schwarzenberg

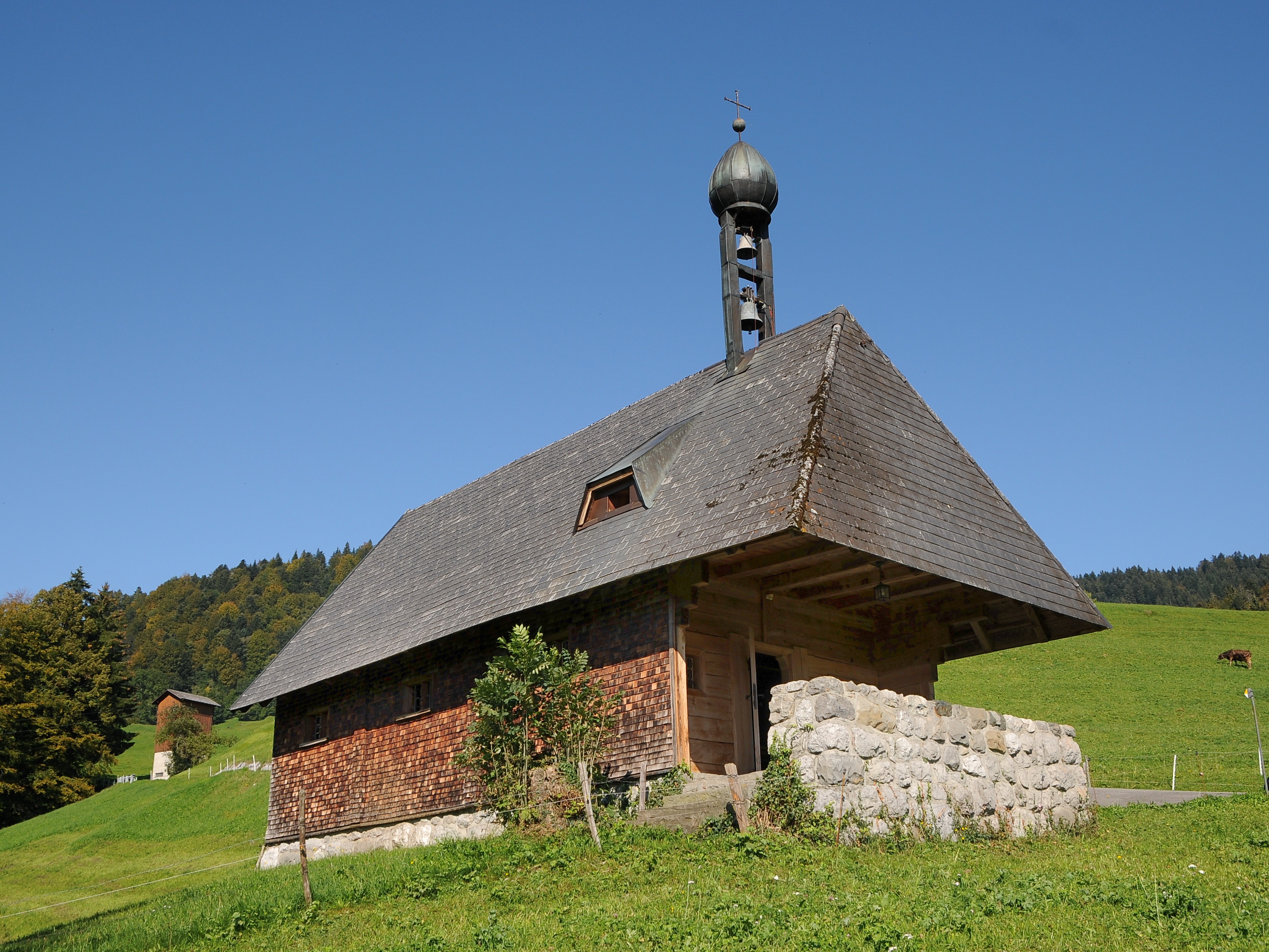
Kapelle hl. Theresia in Schwarzenberg

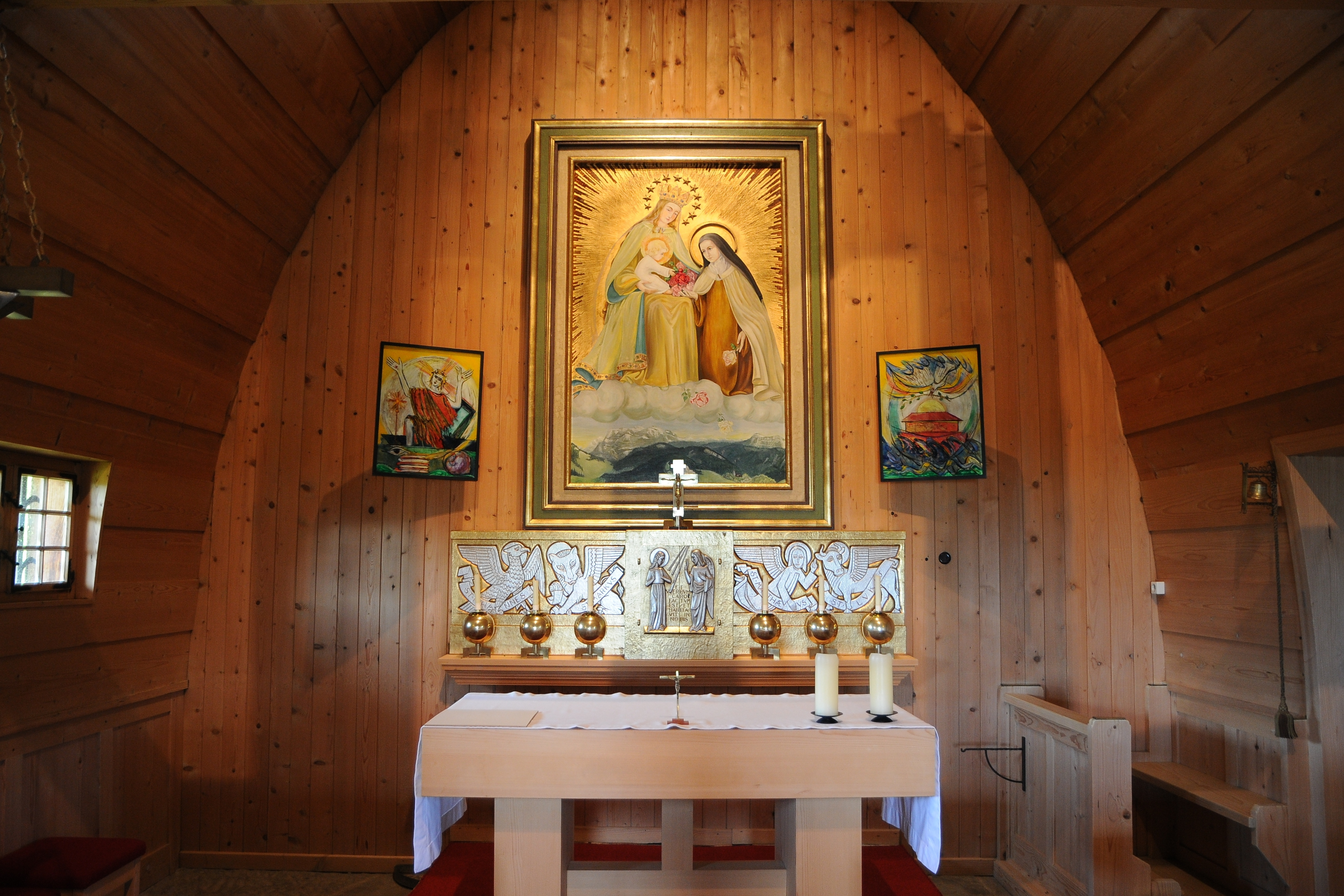
Altar und Altarbild

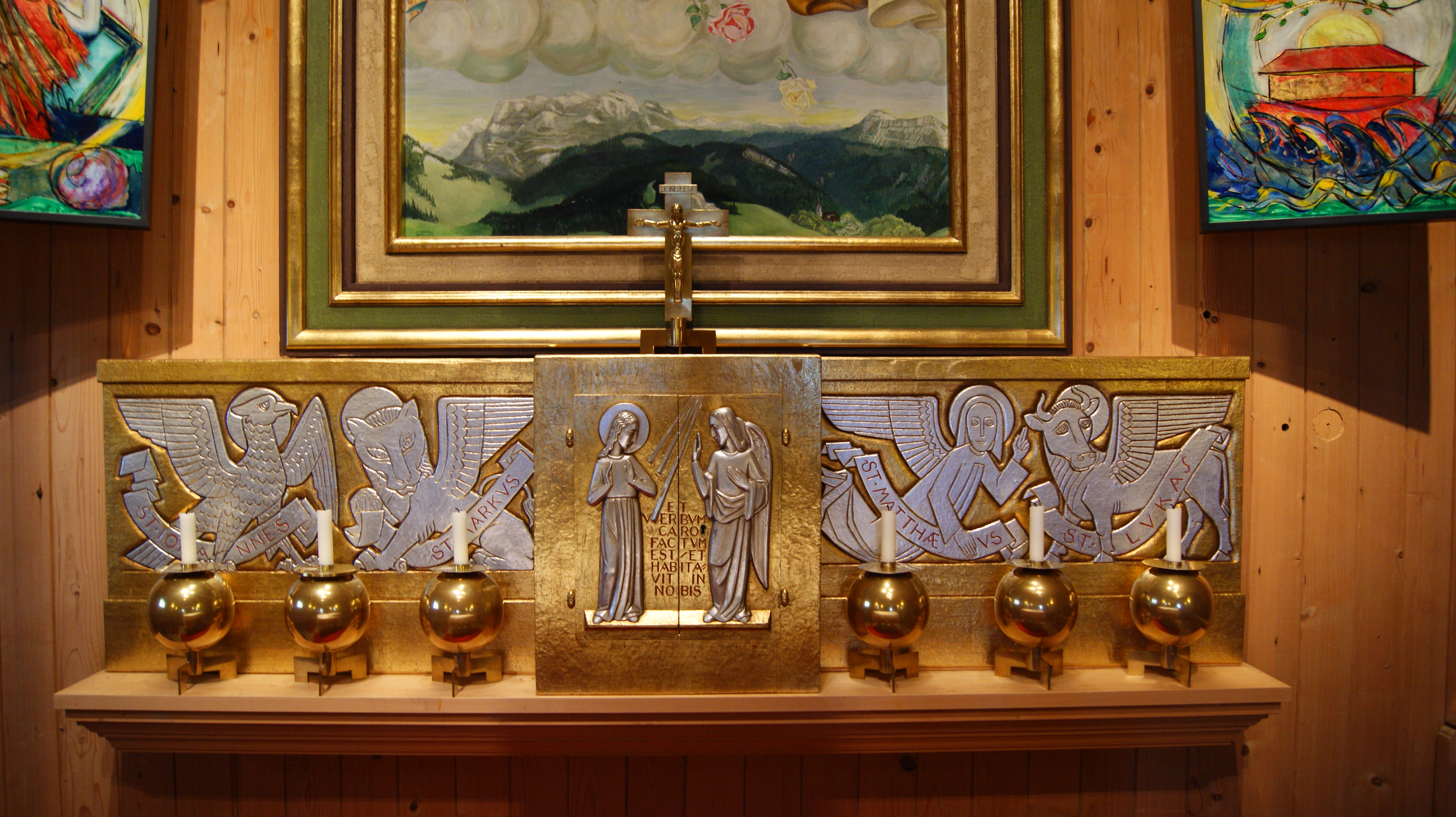
Altar-Detail: Tabernakel und die vier Evangelisten von Kaspar Albrecht aus Au

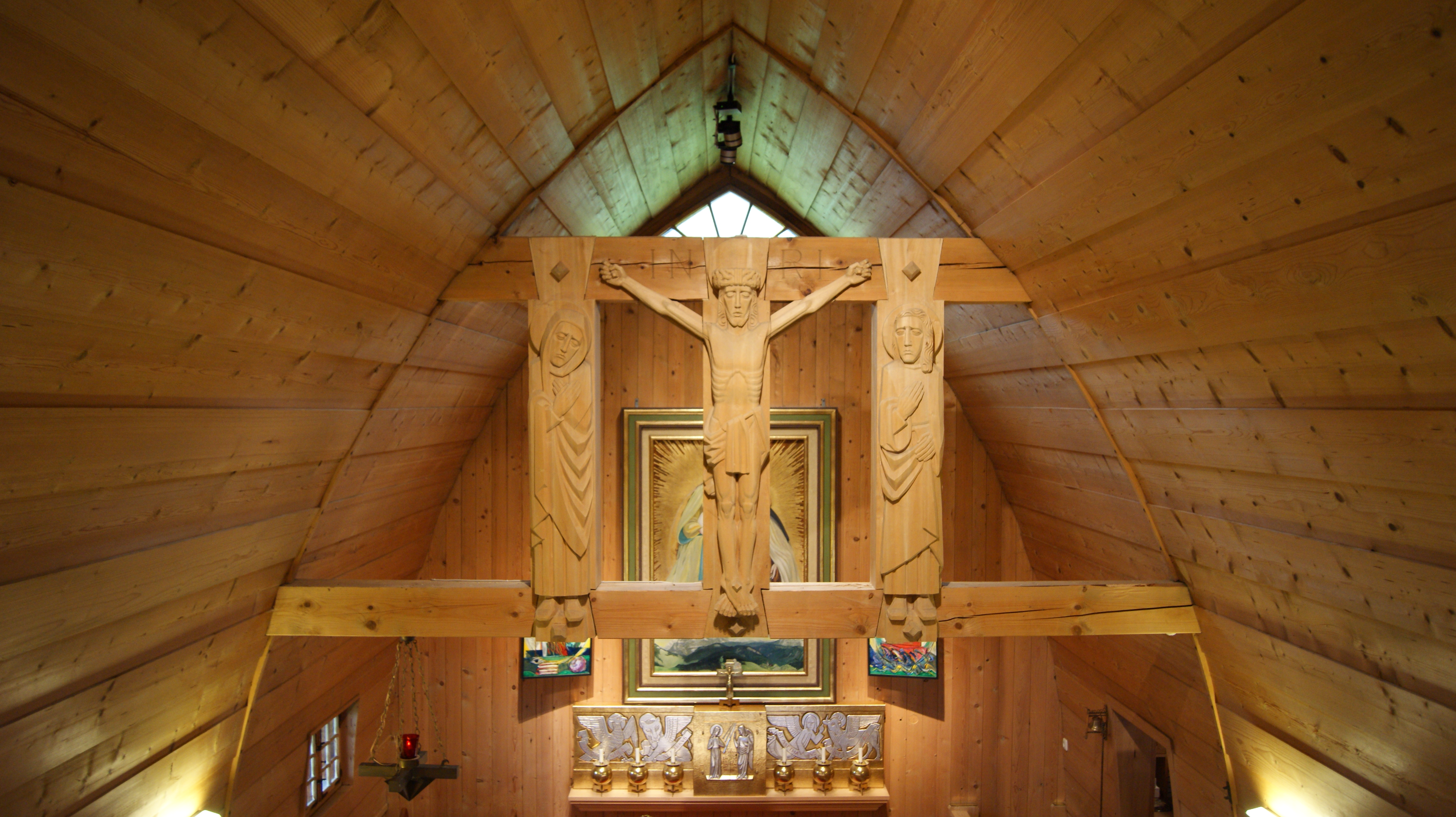
Kreuzigungsgruppe im Kirchenschiff

Die römisch-katholische Kapelle hl. Theresia in Schwarzenberg  steht im Parzelle Ratzen in der Gemeinde Schwarzenberg im Bezirk Bregenz in Vorarlberg. Sie ist der Therese von Lisieux geweiht (im Volksmund auch als kleine Theresia bezeichnet) und gehört zur Pfarrkirche Schwarzenberg und damit zum Dekanat Hinterwald in der Diözese Feldkirch. Das Bauwerk aus dem Jahr 1932 steht unter Denkmalschutz (Listeneintrag). Die Kapelle (ca. 765 m ü. A.) ist vom Ortszentrum von Schwarzenberg etwa 2,3 km entfernt an der Lorenastraße gelegen.

## Geschichte
Die Theresienkapelle wurde aufgrund eines Gelübdes der ortsansässigen Bauern errichtet. Sollte die zu dieser Zeit grassierende Maul- und Klauenseuche sie nicht erreichen und schädigen, so werde eine Kapelle errichtet.
Die Kapelle wurde am 31. Juli 1932 von Bischof Sigismund Waitz (1864–1941) geweiht. Die Patroziniumsrede 1934 wurde von Carl Lampert gehalten.

## Kirchenbau
Es handelt sich um einen Bau mit annähernd rechteckiger Grundform und West-Ost-Ausrichtung mit weit vorgezogenem Dach über dem Haupteingang. Das Satteldach mit zwei kleinen Gaupen, je berg- und talseitig, ist mit Eternit-Schindeln und der Glocken-Dachreiter mit Turmhaube in „Zwiebelform“ mit Kupfer eingedeckt. Der Glocken-Dachreiter befindet sich östlich, die angebaute Sakristei und der Altar westlich.
Das Bauwerk wurde von Architekt Fritz Fuchsenberger aus München geplant. Der Kapellenbau ist mit Vorbau etwa 13 Meter lang, ohne Sakristei etwa 6,5 Meter breit und 8 Meter hoch (ohne Glocken-Dachreiter). Das Fundament ist aus Bruchsteinen, die Wände mit Holzschindeln geschindelt. Es finden etwa 30 Personen in der Kapelle einen Sitzplatz, etwa zehn auf der Empore. Der Hauptzugang auf der östlichen Seite führt über eine Holztüre.
Im Innenraum ist die Decke der Kapelle von der Form gesehen ähnlich einem Schiffsrumpf gestaltet.

## Ausstattung
Der Innenraum der Kapelle ist seit 1932 nicht verändert worden. Die Belichtung findet über sieben Fenster mit Butzenscheiben statt, einem weiteren, dreieckförmigen Fenster über dem Altar (ähnlich Auge der Vorsehung) und künstliche Beleuchtungskörper. Der Altarbereich ist durch zwei Stufen vom Schiff getrennt (kein Chorbogen). Der Boden der Kapelle ist mit Natursteinplatten ausgelegt.
Auf dem Altarbild ist die gekrönte Muttergottes mit dem Jesukind und der hl. Therese von Lisieux dargestellt. Es ist auch Ankündigung der hl. Theresia bildlich dargestellt, wenn sie in den Himmel komme, werde sie Rosen auf die Erde streuen. Das Altarbild wurde von der Benediktinerschwester Dorothea Brockmann aus München gemalt.
Der Tabernakel, die Darstellung der vier Evangelisten unter dem Altarbild und die Kreuzigungsgruppe im Dachbereich zwischen Altarraum und Schiff wurden vom Bildhauer Kaspar Albrecht (1889–1970) aus Au, Rehmen, geschaffen.
Der Volksaltar wurde von Franz Metzler angefertigt, vermutlich vor 1982.
An der Empore befinden sich Bilder der Zwölf Apostel, auf der Empore eine kleine elektrische Hausorgel.
Die zweite im Glockendachreiter befindliche Glocke wurde 2006 von der Glockengießerei Grassmayr in Innsbruck angefertigt. Sie ist dem hl. Martin geweiht.

## Kapellengenossenschaft
Die Kapelle wurde von einer Kapellengenossenschaft der am Enethalb ansässigen Bauern und Handwerker errichtet und wird von der Kapellengemeinschaft bis heute erhalten. Obmann der Kapellengenossenschaft ist derzeit Jakob Franz Greber.

## Trivia
Über die Kapelle hl. Theresia in Schwarzenberg gibt es ein eigenes Lied.

## Kreuzweg

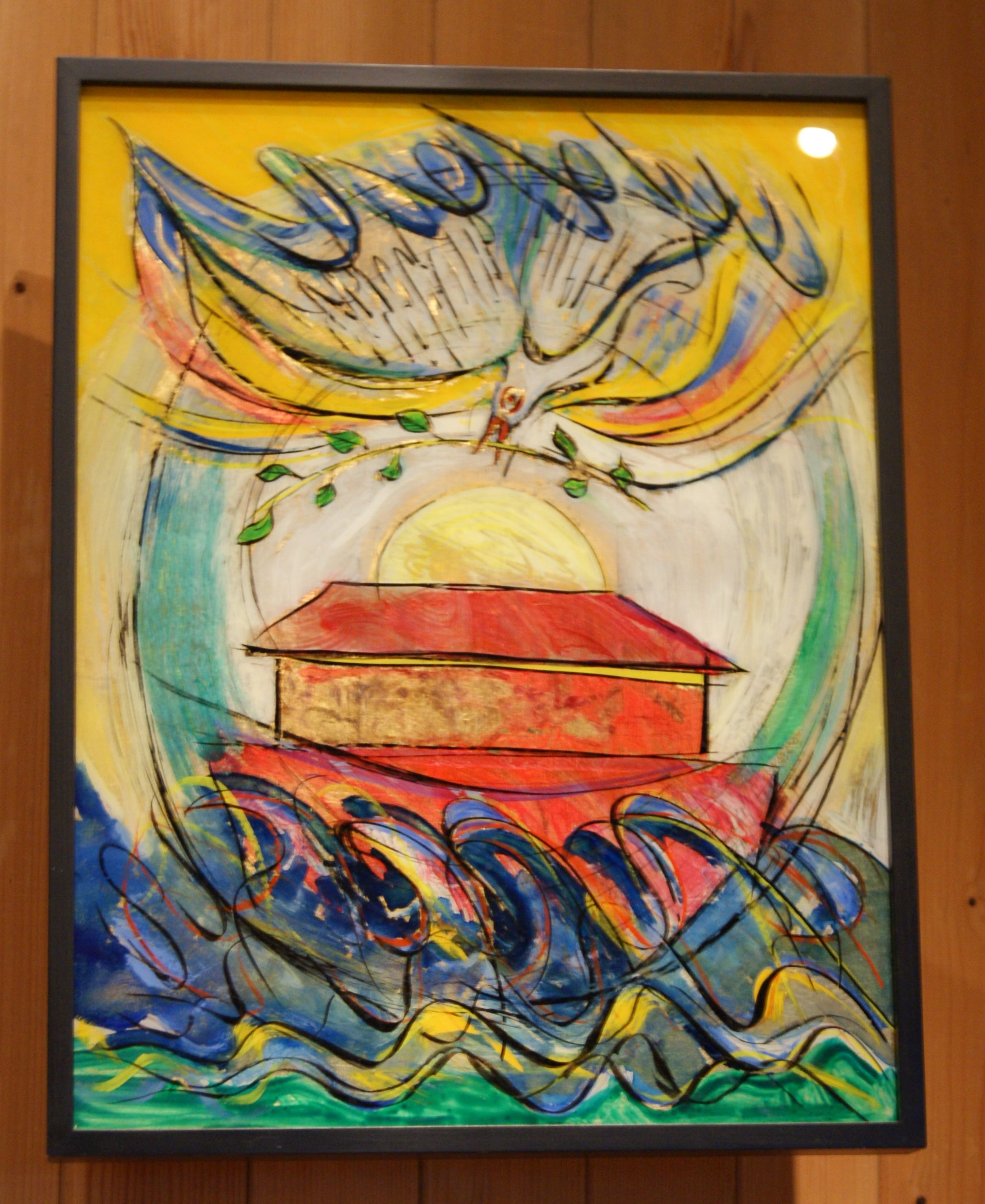
15. Kreuzwegstation in der Kapelle

Am nördlichen Ende des Ortsteils Freien (entlang der Straße Tobel und Ratzen) beginnt ein Kreuzweg, der von Gerhard Winkler neu geschaffen wurde mit insgesamt 15 Stationen. Jedes der Bilder der Kreuzwegstationen ist in Panzerglas eingeschlossen und mit Blattgold und einem Auge versehen, im Sinne von: wir haben es gesehen. Einige der Darstellungen wurden von Gerhard Winkler erläutert: Auf der ersten Station (I) ist das Waschen der Hände in Unschuld und ein gebrochener Stab als Sinnbild für den Richterspruch zu sehen. Der dürre Baum in der vierten Station (IIII) bedeutet: in letzter Not entblättert wie ein dürrer Baum. Auf der fünften Station (V) wird die Vereinsamung von Menschen dargestellt, Mitmenschen die helfen, ein Kreuz zu tragen. Auf der sechsten Station (VI) wird mit der Darstellung des reichen des Schweißtuches an das dem Künstler sehr wichtigen Ehrenamt erinnert. Auf der siebten Station (VII) ist die Fratze der Sünde zu sehen im Sinne von: was leidet Jesus? Die achte Station (VIII) bildet Kinderköpfe ab im Sinne von: Ihr Frauen von Jerusalem, weint nicht über mich; weint über euch und eure Kinder! Die neunte Station (IX) soll Hoffnung geben, aber auch auf die Gewalt in der Gegenwart (Stacheldraht) hinweisen. Die Würfel in der zehnten Station (X) sollen an das Spiel der Soldaten unter dem Kreuz über die Habseligkeiten von Jesus erinnern. Die elfte Station (XI) soll daran erinnern, dass auch heute noch Menschen symbolisch ans Kreuz geschlagen werden. Die zwölfte Station soll an das Leiden Christi erinnern. Die fünfzehnte Station (XV) in der Kapelle ist in zwei Bilder geteilt. Ein Bild zeigt die Arche Noah als Symbol des Glaubens und der Kirche. Die Taube mit dem Palmzweig die Hoffnung. Das zweite Bild den auferstehenden Christus mit den Wundmalen. Der rechts unten befindliche farbige Kreis stellt den Stein dar, der das Grab verschlossen hat.